# Иолу Абил
Иолу Џонсон Абил (Лауанеаи, 1942) је бивши председник Вануатуа.

## Биографија

### Приватни живот
Рођен је 1942. године у селу Лауанеаи на острву Тану у Новим Хебридима (данас Вануату) од родитеља Џорџа и Насаију Јавинијана. Члан је Презбитеријске цркве.

### Политичка каријера
Абила је за председника Вануатуа изабрало 58-члани гласачки савет 2. септембра 2009. године.
Уз подршку премијера Натапеија, обезбедио је 41 глас у трећем изборном кругу. Заклетву за председника Вануатуа положио је 2. септембра 2009. године.
Први круг
- Винсент Боулеконе – 16 гласова
- Калкот Матаскелекеле – 14 гласова
- Иолу Абил – 11 гласова
- Кало Ниал – 7 гласова
- Ивет Сам – 7 гласова

Други круг
- Иолу Абил – 26 гласова
- Калкот Матаскелекеле – 16 гласова
- Винсент Боулеконе – 16 гласова

Трећи круг
- Иолу Абил – 41 гласова
- Калкот Матаскелекеле – 16 гласова